# Mariana Griswold Van Rensselaer
Mariana Griswold Van Rensselaer (Nueva York, 21 de febrero de 1851 – 20 de enero de 1934), generalmente conocida como la Sra. Schuyler Van Rensselaer, fue una autora estadounidense, especializada en arquitectura, y considerada como una de las primeras personas en escribir y diseñar paisajes a finales del siglo XIX.

## Vida
Mariana era hija de George Griswold, quien se trasladó, junto a toda su familia, en 1868, a Dresde, Alemania, donde permaneció durante cinco años.
En 1873, se casó con Schuyler Van Rensselaer y vivió en Nuevo Brunswick, Nueva Jersey. Tuvieron un hijo, nacido en febrero de 1875 y empezó a escribir en 1876.
Es considerada la primera mujer crítica arquitectónica.
Fue la presidenta de la Public Education Association de Nueva York. Comenzó a escribir para la revista Century Magazine en 1882. También colaboró en American Art Review.
En 1887, Van Rensselaer publicó un resumen del "Plan general para la mejora de la reserva de Niágara" de Olmsted y Vaux en Century, y escribió artículos y editoriales para la revista Garden and Forest.
Inició así una etapa de escritura enfocada en arquitectura del paisaje, que duraría unos diez años. En 1893 Van Rensselaer publicó Art Out-of-Doors, que incluía una serie de siete capítulos o partes sobre jardinería. Publicó una nueva edición del volumen en 1925, que incluía un capítulo adicional sobre los cambios en el campo de la arquitectura del paisaje, que se había vuelto más ambicioso y versátil, así como la popularidad de los automóviles, que comenzaban a afectar las actividades recreativas y rurales y planificación urbana.
Van Rensselaer falleció a los 82 años en su casa en Nueva York.

## Obras
Puede considerarse una muestra de la obra escrita de Mariana Griswold Van Rensselaer los siguientes títulos:
- “Recent Architecture in America: American Country Dwellings I.” Century 32 (May 1886): 3-20.

- “The Niagara Reservation.” Century 34 (August 1887): 631-633.

- . Henry Hobson Richardson and His Works. New York: Houghton, Mifflin and Company, 1888. Reprint, New York: Dover

- Art Out-of-Doors: Hints on Good Taste in Gardening. New and Enlarged Edition.New York: Charles Scribner’s Sons, 1925.[4]

## Premios y reconocimientos
Fue elegida miembro honoraria del Instituto Americano de Arquitectos y la Sociedad Americana de Arquitectos Paisajistas.
En 1910, recibió título de Doctor en letras de la Universidad de Columbia, Lo cual puede considerarse un gran logro para una mujer en ese momento. El artista Augustus Saint-Gaudens diseñó en 1888 y fundió en 1890, la obra “La Sra. Schuyler Van Rensselaer (Mariana Griswold)”. Se trata de un alto relieve en bronce que retrata a la escritora estadounidense, crítica de arte y reformadora Mariana Griswold Van Rensselaer.
Presenta una inscripción en el centro superior de la escultura, “animvs non opvs” ("el espíritu, no el trabajo") la cual hace referencia a "ideales estético de alta mente", que se asociaban a la crítica de arte.
La obra fue entregada en 1917 al Museo Metropolitano de Arte.